# Стрієвський Костянтин Костянтинович
Костянтин Костянтинович Стрієвський (2 жовтня 1885, містечко Гольшани Ошмянського повіту Віленської губернії, тепер Ошмянського району Гродненської області, Білорусь — розстріляний 21 квітня 1938, місто Москва, тепер Російська Федерація) — радянський державний і профспілковий діяч, голова Вищої ради народного господарства РРФСР, народний комісар легкої промисловості РРФСР, голова Московської губернської ради народного господарства. Кандидат у члени ЦК ВКП(б) у 1924—1927 і 1934—1938 роках. Член ЦК ВКП(б) у 1927—1934 роках.

## Життєпис
Народився в багатодітній родині унтерофіцера, вихідця із селян. У 1898 році родина переїхала до міста Риги, де батько працював чорноробом в Ризькому паровозному депо.
У червні 1896 — серпні 1898 року — робітник Ризького дріжджового заводу.
У вересні 1898 — травні 1900 року — учень чотирикласної народної школи в місті Ризі, закінчив три класи.
У травні 1900 — жовтні 1908 року — учень слюсаря, слюсар Ризьких залізничних майстерень.
Член РСДРП(б) з травня 1902 року.
Учасник російської революції 1905—1907 років. У жовтні 1908 року заарештований, п'ять місяців утримувався в Ризькій в'язниці. Був висланий до міста Великий Устюг Вологодської губернії, де перебував до лютого 1911 року.
У 1911 році приїхав до Москви. З березня 1911 по лютий 1913 року працював слюсарем заводу «Бельгійського товариства електричного освітлення 1886» у Москві. Входив до складу Московської ініціативної групи, яка готувала випуск газети «Наш путь».
У лютому 1913 року заарештований, засуджений і висланий на адміністративне заслання в Пудозький повіт Олонецької губернії. Після важкої хвороби, у липні 1915 року, переведений в Астраханську губернію, в село Чорний Яр, де перебував до липня 1916 року. З липня по вересень 1916 року — засланець, робітник-слюсар заводу Норіна в місті Астрахані.
У вересні 1916 — грудні 1917 року служив у російській армії: рядовий електротехнічного запасного батальйону в Петрограді та рядовий 138-го піхотного полку в місті Ніколаєвську Самарської губернії, вів соціал-демократичну пропаганду серед солдатів.
У 1917 році, відразу після лютневої революції був обраний головою батальйонного і ротного комітетів, потім — депутатом Петроградської ради. Брав участь у жовтневому перевороті 1917 року, забезпечував роботу телефонної станції.
У січні 1918 — лютому 1919 року — член продовольчої управи, комісар продовольчого комісаріату в місті Петрограді.
У березні — вересні 1919 року — член колегії Народного комісаріату продовольства Української СРР у Києві та Харкові.
У жовтні 1919 — листопаді 1920 року — заступник начальника Управління військово-продовольчого постачання Південно-Східного, Кавказького фронтів у містах Саратові та Ростові-на-Дону. Учасник громадянської війни в Росії.
У листопаді 1920 — січні 1922 року — начальник Управління військово-продовольчого постачання Західного, Петроградського фронтів у містах Смоленську та Петрограді.
З лютого 1922 по 1923 рік — заступник директора трамвайної електричної станції в Москві.
У 1923 — січні 1927 року — секретар, голова Московського комітету Спілки металістів.
29 грудня 1926 — 17 травня 1929 року — голова Московської губернської ради народного господарства.
З червня 1929 по липень 1930 року — голова Організаційного бюро ВЦРПС, голова Московської обласної ради профспілок.
9 липня 1930 — 10 березня 1932 року — голова Вищої ради народного господарства (ВРНГ) Російської РФСР та заступник голови ВРНГ СРСР.
10 березня 1932 — 20 серпня 1934 року — народний комісар легкої промисловості Російської РФСР.
У жовтні 1934 — листопаді 1937 року — голова ЦК Спілки робітників важкого машинобудування СРСР.
22 листопада 1937 року заарештований органами НКВС. 11 січня 1938 року постановою пленуму ЦК ВКП(б) виведений зі складу кандидатів у члени ЦК ВКП(б). Засуджений Військовою колегією Верховного суду СРСР 8 квітня 1938 року до страти, розстріляний 21 квітня 1938 року у внутрішній в'язниці Луб'янки. Похований на полігоні «Комунарка» біля Москви.
21 січня 1956 року посмертно реабілітований.